# Anticatechismo
Anticatechismo - 200 ragioni contro le Chiese e a favore del mondo è un libro scritto dai teologi tedeschi Karlheinz Deschner e Horst Herrmann.

## Contenuto
Viene presentato come un manuale da opporre alla "Catechesi della vita cristiana" elaborata dalla Conferenza Episcopale Italiana tra il 1970 ed il 1980, con successivi aggiornamenti.
 Gli autori si rivolgono a tutti quei credenti (e non) desiderosi di conoscere documenti, cifre e fatti che le Chiese cristiane avrebbero occultato sia in Germania che nel mondo.
Attraverso un excursus storico corredato da ampie fonti bibliografiche svelano le radici ebraiche e pagane del Cristianesimo esaminando le analogie tra la figura di Gesù e quelle del dio Mitra, l'appoggio sistematico del Vaticano all'ascesa politica di dittatori come Benito Mussolini, Adolf Hitler, Ante Pavelić e Francisco Franco e la brama di potere e soldi che ha caratterizzato la vita di molti prelati. Un'ampia sezione viene dedicata ai rendiconti finanziari, stime di capitali, interessi ed investimenti del mondo della finanza vaticana in molti settori della produzione: dall'industria bellica alle confezioni di preservativi.
 Il libro si chiude con un auspicio rivolto a quanti disgustati dall'operato delle Chiese imparino a «non aver paura di gettare le stampelle della fede, per camminare con le proprie gambe»

## Edizioni
- (DE) Karlheinz Deschner e Horst Herrmann, Der Anti-Katechismus, Rasch und Röhring, 1991, ISBN 3442123437.
- (ES) Karlheinz Deschner e Horst Herrmann, El Anticatecismo, Yalde, 1996, ISBN 8487705316.
- Karlheinz Deschner e Horst Herrmann, Anticatechismo, Massari Editore, 2002, ISBN 8845701719.